# ビ・リマ
ビ・リマ（BJ Lima、1999年7月23日 - ）は、サモアのラグビーユニオン選手。

## プロフィール
- サモア出身[1]。
- ポジションはセンター(CTB)。
- 身長 176cm、体重 90kg
- 父のブライアンはラグビー指導者[2]。

## 略歴
2024年、パリ2024五輪の7人制サモア代表に選ばれた。